# 比得兔兔
是2021年3D真人動作動畫喜劇電影，由威爾·古勒執導，並與派翠克·布雷共同編劇。該片改編自碧雅翠絲·波特的兒童圖畫小說《比得兔》，為2018年電影《比得兔》的續集，由蘿絲·拜恩、多姆納爾·格里森和大衛·奧伊羅主演，伊莉莎白·戴比基、瑪歌·羅比和詹姆斯·柯登擔任主要配音員。
《比得兔兔》於2021年3月25日澳洲全球首映。

## 演員及配音員
| 演員            | 配音   | 角色              |
| 美國            | 台灣   | 角色              |
| --------------- | ------ | ----------------- |
| 多姆納爾·格里森 | 宋昱璁 | 湯瑪斯·麥奎格（Thomas McGregor） |
| 蘿絲·拜恩       | 陶敏嫻 | 碧雅（Bea）          |
| 大衛·奧伊羅     | 于正昌 | 派西·麥奎格（Percy McGregor）   |

| 配音            | 配音    | 角色                 |
| 美國            | 台灣    | 角色                 |
| --------------- | ------- | -------------------- |
| 詹姆斯·柯登     | J.Sheon | 比得兔（Peter Rabbit）           |
| 瑪歌·羅比       | 馮嘉德  | 小福（）             |
| 艾米·霍爾納     | 劉如蘋  | 小白（Cottontail Rabbit）             |
| 伊莉莎白·戴比基 | 錢欣郁  | 小毛（Mopsy Rabbit） |
| 科林·穆迪       | 馬伯強  | 小兔班傑明（Benjamin Bunny）       |
| 藍尼·詹姆士     | 康殿宏  | 巴拉巴（Barnabas）           |

## 製作
2018年5月，索尼影業宣佈已開始開發2018年電影《比得兔》的續集。2019年2月，宣佈大衛·奧伊羅加盟劇組，而蘿絲·拜恩和多姆納爾·格里森回歸出演各自的角色。2019年10月，確認瑪歌·羅比和伊莉莎白·戴比基回歸聲演各自的角色。

### 拍攝
主體拍攝於2019年2月開始。

## 發行
《比得兔兔》原定於2020年2月7日上映，後延至2020年4月3日在美國上映，並由索尼影視娛樂發行。2020年3月，由於受2019冠狀病毒病疫情影響，本片延期至2020年8月7日在美國上映。3月底，本片再度延期至2021年1月15日在美國上映。

### 評價
爛番茄根據76條評論，持有67%的新鮮度，平均得分6.00／10，觀眾投票獲得89%的分數，平均得分為4.4／5。在Metacritic上，電影獲得43分。